# Amyema pyriformis
Amyema pyriformis är en tvåhjärtbladig växtart som beskrevs av B.A. Barlow. Amyema pyriformis ingår i släktet Amyema och familjen Loranthaceae. Inga underarter finns listade i Catalogue of Life.